# Catogenus cylindricollis
Catogenus cylindricollis is een keversoort uit de familie Passandridae. De wetenschappelijke naam van de soort is voor het eerst geldig gepubliceerd in 1854 door Lacordaire.